# Oecopetalum guatemalense
Oecopetalum guatemalense är en tvåhjärtbladig växtart som beskrevs av Howard. Oecopetalum guatemalense ingår i släktet Oecopetalum och familjen Icacinaceae. Inga underarter finns listade i Catalogue of Life.